# Zielina (gmina w rejencji opolskiej)
Zielina (niem. Amtsbezirk Zellin), do 1912 Kujawy (niem. Amtsbezirk Kujau) – zbiorowa gmina wiejska (Amtsbezirk) w powiecie prudnickim, rejencji opolskiej. Funkcjonowała w latach 1874–1945 w Rzeszy Niemieckiej. Siedzibą gminy była Zielina (Zellin).
Gminę Kujawy utworzono 1 maja 1874 na obszarze powiatu prudnickiego. Powstała z obszaru gromad Zielina, Charlottenhof, Krobusz (Krobusch), Kujawy, Moszna (Moschen), Nowa Wieś Prudnicka (Neudorf), Czartowice (Ober Czartowitz), Racławiczki (Polnisch Rasselwitz), Żabnik (Ziabnik) i Zawada (Zowade) oraz dziewięciu majątków ziemskich. Pierwszym administratorem okręgu został Elias Reymann zamieszkały w Kujawach.
1 stycznia 1908 gmina obejmowała gromady: Krobusz, Kujawy, Moszna, Nowa Wieś Prudnicka, Racławiczki, Czartowice, Zielina i Zawada. 18 listopada 1912 gminę Kujawy przemianowano na gminę Zielina (Amtsbezirk Zellin).
Jednostka przetrwała do 1945 roku. Po II wojnie światowej została zniesiona. Władze polskie nie odtworzyły gminy w reaktywowanym powiecie prudnickim.